# Lalaina Nomenjanahary
Lalaina Nomenjanahary (Antananarivo, 16 de enero de 1986) es un futbolista profesional de Madagascar que juega en la posición de centrocampista.

## Selección nacional
Ha sido internacional con la selección de fútbol de Madagascar; donde hasta ahora, ha jugado 41 partidos internacionales y anotó 5 goles por dicho seleccionado.

## Clubes
| Club              | País       | Año       |
| ----------------- | ---------- | --------- |
| Ajesaia           | Madagascar | 2006-2009 |
| SS Capricorne     | Reunión    | 2009-2010 |
| CS Avion          | Francia    | 2010-2011 |
| R. C. Lens II     | Francia    | 2011-2012 |
| R. C. Lens        | Francia    | 2012-2016 |
| Paris F. C.       | Francia    | 2016-2021 |
| Paris 13 Atlético | Francia    | 2021-2022 |
| FCM Aubervilliers | Francia    | 2022-2023 |